# Reiley McClendon
Reiley McClendon est un acteur américain, né le 11 mars 1990 à Baton Rouge en Louisiane.

## Biographie
Reiley McClendon est né le 11 mars 1990 à Baton Rouge en Louisiane, sous les yeux de ses parents Holly et Eric McClendon. À quatre ans, il désire être acteur.
En juin 2011, il se marie à Kristin Nicole Moore.

## Filmographie

### Films
- 2000 : Sale Môme (The Kid) de Jon Turteltaub : Mark
- 2000 : Danny et Max (Danny and Max) de Ulli Lommel : Danny
- 2001 : Pearl Harbor de Michael Bay : Danny Walker, jeune
- 2005 : The Nickel Children de Glenn Klinker : Nolan
- 2006 : Lenexa, 1 Mile de Jason Wiles : Joey Hickey
- 2006 : The Elder Son de Maryus Vaysberg : Nikita
- 2008 : The Flyboys de Rocco DeVilliers : Kyle Barrett
- 2010 : Dirty Girl d’Abe Sylvia : Mike
- 2012 : The Mine de Jeff Chamberlain : Brad
- 2014 : Outpost 37 : L'Ultime Espoir (Outpost 37) de Jabbar Raisani : Andros
- 2015 : If I Tell You I Have to Kill You de Kennedy Goldsby : Michael
- 2016 : Tell Me How I Die de D.J. Viola : Doug
- 2016 : Shangri-La Suite d’Eddie O'Keefe : Elvis des années 1950
- 2017 : Time Trap de Mark Dennis et Ben Foster : Taylor

Prochainement
- 2019 : Christmas in July de Myles Matsuno : Daniel

### Courts métrages
- 2014 : Dawn de Rose McGowan : Charlie
- 2019 : Softball de Joseph Aliberti : Nick

### Téléfilms
- 2000 : Le Mari d'une autre (Another Woman's Husband) de Noel Nosseck : le gosse à la piscine
- 2000 : Point limite (Fail Safe) de Stephen Frears : le fils du colonel Jack Grady
- 2002 : L'Ours et l'enfant (Gentle Ben) de David S. Cass Sr : Mark Wedloe
- 2003 : L'Ours et l'enfant : Danger dans les montagnes (Gentle Ben 2: Danger on the Mountain) de David S. Cass Sr : Mark Wedloe
- 2003 : Une équipe de chefs (Eddie's Million Dollar Cook-Off) de Paul Hoen : DB
- 2005 : La Terre sacrée des bisons (Buffalo Dreams) de David Jackson : Josh Townsend
- 2006 : Southern Comfort de Greg Yaitanes
- 2008 : Danny Fricke de Michael Dinner : Tim Quinn
- 2009 : Le Bateau de l'espoir (Safe Harbor) de Jerry Jameson : Luke
- 2009 : Accusée à dix-sept ans (Accused at 17) de Doug Campbell : Chad Voyt
- 2016 : La nuit où tout a basculé (The Perfect Daughter) de Brian Herzlinger : Sam Cahill

### Séries télévisées
- 1998 : Will et Grace (Will & Grace) (saison 1, épisode 5 : Boo! Humbug) : Nixon
- 1998 : Profiler (saison 3, épisode 8 : Home for the Homicide) : Mark Weller
- 1999 : La croisière s'amuse, nouvelle vague (Love Boat: The Next Wave) (saison 2, épisode 16 : Trances of a Lifetime) : le petit garçon
- 1999 : Les Anges du bonheur (Touched by an Angel) (saison 6, épisode 6 : The Occupant) : Duncan, à dix ans
- 2000 : The Norm Show (saison 3, épisode 10 : Norm vs. the Kid) : Jack
- 2002 : Urgences (ER) (saison 8, épisode 15 : It's All in Your Head) : Aaron James
- 2003 : Everwood (saison 2, épisode 3 : My Brother's Keeper) : Travis
- 2003 : New York, section criminelle (Law and Order: Criminal Intent) (saison 3, épisode 9 : Happy Family) : Jason Connors
- 2005 : New York, unité spéciale (Law and Order: Special Victims Unit) (saison 6, épisode 12 : Identity) : Logan Stanton / Lindsay Stanton
- 2005 : Zoé (Zoey 101) (saison 1, épisode 4 : Defending Dustin) : Reiley
- 2005-2006 : Just Legal (5 épisodes) : Tom Ross
- 2006 : Médium (Medium) (saison 2, épisode 12 : Doctor's Orders) : Todd Gromada
- 2006 : Les Experts : Miami (CSI: Miami) (saison 5, épisode 5 : Death Eminent) : Austin Wells
- 2007 : Les Experts (CSI: Crime Scene Investigation) (saison 7, épisode 17 : Fallen Idols) : Charlie Kellerman
- 2009 : The Cleaner (saison 2, épisode 9 : Path of Least Resistance) : Taylor Fisher
- 2011 : Rizzoli et Isles: Autopsie d'un meurtre (Rizzoli & Isles) (saison 2, épisode 14 : Don't Stop Dancing, Girl) : Gavin
- 2012 : Vegas (saison 1, épisode 8 : Exposure) : le sergent Michael Benson
- 2013 : Suits : Avocats sur mesure ((Suits) (saison 2, épisode 11 : Blind-Sided) : Liam Colson
- 2013 : NCIS : Enquêtes spéciales ((NCIS) (saison 10, épisode 15 : Hereafter) : le détective privé Brad Sykes
- 2013 : Monday Mornings (saison 1, épisode 7 : One Fine Day) : Jacob Gold
- 2013 : Ironside (saison 1, épisode 9 : Hidden Agenda) : Jake Patterson
- 2013-2014 : The Fosters (8 épisodes) : Vico Caesar
- 2015 : Battle Creek (saison 1, épisode 8 : Homecoming) : Wally Stanton
- 2015-2017 : Hey You, It's Me (3 épisodes) : Brody
- 2016 : Des jours et des vies (Days of our Lives) (4 épisodes) : Dirk
- 2016 : Major Crimes (saison 5, épisode 7 : Moral Hazard) : Benny
- 2017 : Wisdom : tous contre le crime (Wisdom of the Crowd) (saison 1, épisode 11 : Alpha Test) : Corey Harrison
- 2018 : NCIS : Los Angeles (saison 10, épisode 11 : Joyride) : Brad Hawkins, le sergent d'état-major de la marine